# Florencia Raggi
Florencia Raggi (Buenos Aires, 29 ottobre 1972) è un'attrice argentina.
Ha esordito partecipando, come co-protagonista, della serie televisiva Carola Casini. È poi stata tra i protagonisti dei film La antena, Hunabku e dell'italiano Complici del silenzio.

## Filmografia parziale

### Cinema
- Causa efecto (2001)
- La antena (2007)
- Hunabku (2007)
- Tres deseos (2008)
- Complici del silenzio (2009)

### Televisione
- Carola Casini (1997)
- Milady, la historia continúa (1997-1998)
- Zafando, por ahora (2003)
- Mujeres asesinas (episodio "Nora, ultrajada") (2007)
- Mujeres de nadie (2007)
- Variaciones (2008)
- Mitos, crónicas del amor descartable (2009)
- Un paradiso per due (2010)
- El hombre de tu vida (2012)
- Noche y día (2015)